# Dendrosenecio battiscombei
Dendrosenecio battiscombei (R.E.Fr. & T.C.E.Fr.) E.B.Knox, 1993 è una pianta  appartenente alla famiglia delle Asteraceae, diffusa in Africa centro-orientale.

## Distribuzione e habitat
È una specie endemica del Kenya, con areale ristretto alle zone di alta quota dei monti Aberdare e del monte Kenya.